# DM i landevejscykling 2001
Danmarksmesterskaberne i landevejscykling 2001 blev afholdt fra 29. juni – 1. juli 2001 i Middelfart på Fyn. Konkurrencerne for U23 blev afholdt i Odder 18. og 20. maj.
| Event           | Guld                    | Sølv                        | Bronze               |
| --------------- | ----------------------- | --------------------------- | -------------------- |
| Herrer - Elite  |                         |                             |                      |
| Enkeltstart     | Michael Blaudzun        | Jørgen Bo Petersen          | Bjarke Nielsen       |
| Linjeløb        | Jakob Piil              | Nicolaj Bo Larsen           | Michael Blaudzun     |
| Herrer - U23    |                         |                             |                      |
| Enkeltstart     | Thue Houlberg Hansen    | Lasse Siggaard              | Rasmus Dyring        |
| Linjeløb        | Thue Houlberg Hansen    | Søren Borch Svendsen        | Morten Knudsen       |
| Herrer - Junior |                         |                             |                      |
| Enkeltstart     | Anders Berendt Hansen   | Andreas Finnerup            | Matti Breschel       |
| Linjeløb        | Matti Breschel          | Simon Alberg                | Chris Anker Sørensen |
| Damer - Elite   |                         |                             |                      |
| Enkeltstart     | Lisbeth Simper          | Sanne Schmidt               | Lotte Bak            |
| Linjeløb        | Lisbeth Simper          | Pernille Langelund Jakobsen | Lotte Bak            |
| Damer - Junior  |                         |                             |                      |
| Enkeltstart     | Mette Fischer Andreasen | Ane Sefland-Dyhr            | Pernille Jensen      |